# Joseph Taylor Robinson
Joseph Taylor Robinson (ur. 26 sierpnia 1872 w Lonoke, zm. 14 lipca 1937 w Waszyngtonie) – amerykański polityk Partii Demokratycznej, w latach 1903–1913 członek Izby Reprezentantów, w 1913 roku gubernator Arkansas, w latach 1913–1937 senator Stanów Zjednoczonych z Arkansas. Od 1923 roku do 1933 roku lider mniejszości, natomiast w latach 1933–1937 lider większości izby wyższej Kongresu.

## Życiorys
Urodził się w Lonoke w stanie Arkansas. Uczęszczał na uniwersytet stanowy, po czym dalej studiował prawo na prestiżowym uniwersytecie Wirginia, założonym przez samego Thomasa Jeffersona.
Jego kariera polityczna rozpoczęła się od wybrania go w roku 1894 członkiem stanowej legislatury, gdzie urzędował jedną kadencję. W roku 1802 wygrał mandat kongresmena, który piastował do roku 1913.
Wtedy to został wybrany gubernatorem Arkansas, skutkiem czego zrezygnować musiał z mandatu reprezentanta, lecz po zaledwie kilkunastu dniach urzędowania zrezygnował, aby ponownie zasiąść w ławach kongresowych. Tym razem jednak jako senator, mianowany po nagłej śmierci swego poprzednika na tym urzędzie Jeffersona Davisa. Robinson był ostatnim senatorem wybranym przez legislaturę stanową.
Mimo tak krótkiej kadencji gubernatorskiej w tym czasie kazał wybudować nowy kapitol stanowy, zaaprobował nową flagę i zajął się reformą systemu pracy.
Odnowił swój mandat senatora w wyborach powszechnych. Od roku 1922 był liderem demokratów w wyższej izbie kongresu (byli wtedy w mniejszości wobec republikanów).
Prezydencki kandydat demokratów w wyborach roku 1928 Al Smith mianował swoim wiceprezydenckim kandydatem senatora Robinsona, ale przegrali wówczas z republikanami Herbertem Hooverem i Charlesem Curtisem.
W roku 1933, po zwycięstwie demokratów w wyborach kongresowych i prezydenckich (prezydentem został wtedy Franklin Delano Roosevelt) Robinson został liderem większości (pierwszym demokratą na tym stanowisku). Popierał aktywnie reformy Nowego Ładu. Funkcję lidera większości zajmował do roku 1937, kiedy zmarł.